# Guido Zappa
Guido Zappa (Nápoles, 7 de dezembro de 1915 – Florença, 17 de março de 2015) foi um matemático italiano. Conhecido especialmente como especialista em teoria dos grupos, seus outros interesses de pesquisa foram geometria e também história da matemática. Zappa foi particularmente conhecido por alguns exemplos de curvas algébricas que influenciaram significativamente as ideias de Francesco Severi.

## Publicações selecionadas
- Zappa, Guido (1965), Fondamenti di teoria dei gruppi. Volume primo, Monografie matematiche del Consiglio Nazionale delle Ricerche (em italiano), 13, Roma: Edizioni Cremonese, pp. XX+291, MR 0197538, Zbl 0135.03402. "Fundamentals of group theory. First volume" (English translation of the title) is the first part of monograph in group theory dealing extensively with many of its aspects.
- Zappa, Guido (1970), Fondamenti di teoria dei gruppi. Volume secondo, Monografie matematiche del Consiglio Nazionale delle Ricerche (em italiano), 18, Rome: Edizioni Cremonese, pp. XXI+411, MR 258926, Zbl 0201.03001. "Fundamentals of group theory. Second volume" (English translation of the title) is the second part of monograph in group theory dealing extensively with many of its aspects.
- Zappa, Guido (1984), «La scuola matematica di Francesco Severi intorno al 1940» [The mathematical school of Francesco Severi around 1940] (PDF), Rivista di Matematica della Università di Parma, (4) (em italiano), 10*: 11–14, MR 0777309, Zbl 0562.01015. This work describes the research activity at the Sapienza University of Rome and at the (at that time newly created) "Istituto Nazionale di Alta Matematica Francesco Severi" from the end of the 1930s to the early 1940s.